# Kaldbak
Kaldbak er en færøsk bygd med 257 indbyggere (2025) på nordsiden af Kaldbaksfjørður nord for Tórshavn, på det sydlige Streymoy. 1976 blev Kaldbaks kommuna en del af Tórshavnar kommuna.
Køreafstanden til Tórshavn er 20 km. Kaldbak har haft vejforbindelse med Kaldbaksbotnur siden 1977.
 Før dette havde bygden færgeforbindelse fra Tórshavn.
Kaldbaksfjørður er dyb og lang. På sydsiden af fjorden ligger den lille bygd Sund, og lidt længere inde på nordsiden bygden Kaldbaksbotnur. Langs med nordsiden af fjorden er der havdambrug, hvor man opfostrer laks, ørreder og kammuslinger. Langs med landevejen ses fodersiloer og foderet tilsættes automatisk via slanger fra fodersiloerne ud til bassinerne.

## Historie
Arkæologiske fund viser at stedet har været beboet siden 1000-tallet.
Den ældste skriftlige kilde som nævner Kaldbak, er jordebogen i 1584, da Tummas Símunarson forpagtede en gård her.
Kaldbak fik sin første skole i 1911, med et klasseværelse. Skolen blev udvidet i 1970, 1982 og 2003. Skolen har tre klasseværelser og et lærerværelse. Der er ingen gymnastiksal, men de store elever tager Eysturskúlanum i Tórshavn, hvor de også undervises i specialfagene.
Kaldbaks kirkja er en typisk færøsk trækirke fra 1835, som blev renoveret i 1847. Som andre i de traditionelle trækirker fra perioden 1829-49 er den opført af tjæret tømmer, med et tag af græstørv.

I 970'erne og 80’erne producerede man glasfiberbåde i Kaldbak. Bådene, der har samme udseende som den traditionelle Færøbåd, var meget populære, og ses stadig over hele landet.

## Turisme
Når der er kraftige regnbyger er Kaldbaksfjørðurs nordlige fjeldsider domineret af hundreder af mindre vandfald.
Der er cirka 17 km fra Tórshavn til Kaldbak. Fra havneterminalen i Tórshavn følges ruten Yviri við Strond, Eystari Ringvegur hvor man drejer til højre ad Hvítanesvegur, som fører til bygden Hvítanes, hvorfra der er udsigt over Tangafjørður og Færøernes længste fjord, Skálafjørður. Fortsæt videre ad Kaldbaksvegur, og fra højspændingsværket ved Sund er der udsigt ind over hele Kaldbaksfjørður. I bunden af fjorden, over for Kaldbaksbotnur, hæver fjeldet Sornfelli sig. Følg vejen rundt om fjorden. Der er mulighed for at se ørred og laks springe i havbrugene langs med vejen til Kaldbak, hvorfra der er udsigt til Nólsoy.

## Galleri
- Kaldbak
- Kaldbak
- Kaldbak
- Kalbaksfjørður
- Kalbaksfjørður

## Kendte personer
- Tummas Símunarson (død 1608) var lagmand på Færøerne fra 1601 til 1608.
- Hanus við Høgadalsá (1913-1998) var en forretningsmand og politiker (Tjóðveldi).
- Knút Wang (1917-1976) var en journalist og politiker (Fólkaflokkurin).